# Hans Heinrich von Könneritz
Graf Hans Heinrich von Könneritz (auch Koeneritz) (* 7. Februar 1790 in Merseburg; † 21. Mai 1863) war ein deutscher Diplomat, Wirklicher Geheimer Rat, Rittergutsbesitzer und Politiker.

## Leben und Wirken

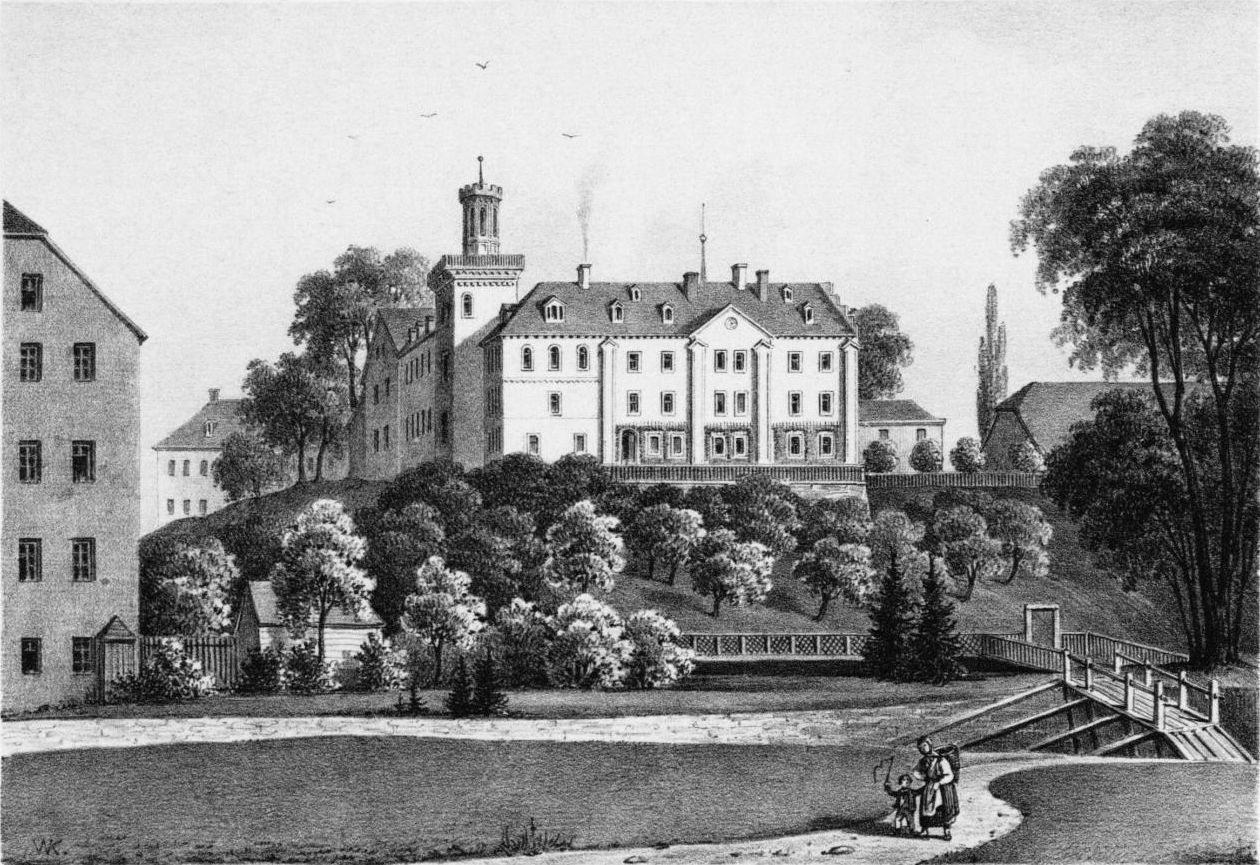
Rittergut Erdmannsdorf um 1859

Der Sohn des Rittergutsbesitzers Hans Wilhelm Traugott von Könneritz (1753–1829) auf Lossa und seiner Ehefrau Armgard Gräfin von Hohenthal (1768–1837) entstammt der alten thüringisch-sächsischen Adelsfamilie Könneritz. Sein jüngerer Bruder Julius Traugott von Könneritz (1792–1866) war sächsischer Justizminister und Vorsitzender des Gesamtministeriums.
Nach einer Schulbildung an der Landesschule Pforta studierte er an der Universität Leipzig die Rechtswissenschaften. 1812 wurde er Regierungsassessor am Hof in Dresden, trat jedoch 1815 in Großherzoglich Weimarischen Dienst, wo er es bis zum Regierungsrat brachte. Ab 1820 war er als Oberkammerherr und Generaldirektor am Hoftheater in Dresden tätig, wurde in dieser Funktion aber 1824 abgelöst. 1822 erwarb er das Rittergut Erdmannsdorf, das er in der Folge 1843 baulich komplett erneuern ließ.
Er trat nun in den diplomatischen Dienst ein. Kurzzeitig war er königlich-sächsischer Gesandter in Madrid und von 1828 bis 1848 Gesandter in Paris. Anschließend war er noch als Gesandter in Brüssel, Berlin und Hannover tätig. Als gewählter Abgeordneter der Rittergutsbesitzer vom Leipziger Kreis gehörte er 1851/52 der I. Kammer des Sächsischen Landtags an. Am 10. Oktober 1852 erlangte er den in Primogenitur erblichen belgischen Grafentitel (Comte), dieser wurde am 2. Januar 1864 durch den sächsischen König anerkannt, so dass sein ältester Sohn ebenfalls den Grafentitel führen durfte.

## Familie
Könneritz war mit Luise Clara geb. von Werthern-Beichlingen (* 1798), Enkelin des Kanzlers August Friedrich Karl von Ziegesar, verheiratet. Das älteste Kind, Rosa (* 1823), heiratete 1848 Karl von Heygendorff. Sein Rittergut Lossa übergab er an seinen ältesten Sohn Richard (1828–1910), ebenfalls Diplomat und später Kammerpräsident des Sächsischen Landtags, das Rittergut Erdmannsdorf an seinen jüngsten Sohn Léonce (1835–1890), später sächsischer Finanzminister. Seine Tochter Anna war mit dem preußischen Diplomaten und Außenminister Albrecht von Bernstorff (1809–1873) verheiratet.